# Frida Tegstedt
Frida Tegstedt (født 17. juni 1987 i Göteborg Sverige) er en svensk håndboldspiller som spiller for Issy Paris Hand i Frankrig. Hun har tidligere spillet for IK Sävehof og Füchse Berlin.